# 아리랑 (1981년 드라마)
《아리랑》은 MBC에서 1981년 2월 28일부터 1981년 3월 1일까지 방영된 3.1절 특집 드라마이며, 나운규의 영화 《아리랑》을 재해석하여 드라마화한 것이다.

## 줄거리
일제 말기 쇠붙이 공출을 당한 어느 마을에서 이 마을의 상징인 종을 지키는 사람들의 이야기다.

## 등장 인물
- 최불암 : 영진 역
- 이대근 : 기호 역
- 강계식
- 정혜선
- 정욱
- 김보연
- 전운
- 김영애
- 박원숙
- 김성찬
- 박영귀
- 박상조
- 김상순
- 최명수
- 박종관
- 박경현
- 김주영